# IC 3474
IC 3474 ist eine Spiralgalaxie mit ausgedehnten Sternentstehungsgebieten vom Hubble-Typ Scd im Sternbild Jungfrau am Nordsternhimmel. Sie ist schätzungsweise 73 Millionen Lichtjahre von der Milchstraße entfernt ist.
Das Objekt wurde am 29. April 1892 von Isaac Roberts entdeckt.